# Munroa
Munroa  es un género de planta con flor,  gramínea,   perteneciente a la familia de las poáceas. Es originaria de Estados Unidos y de los Andes.

## Etimología
El nombre del género fue otorgado en honor de William Munro, militar y botánico inglés.

## Especies
- Munroa andina
- Munroa argentina
- Munroa benthamiana
- Munroa decumbens
- Munroa mendocina
- Munroa multiflora
- Munroa squarrosa